# Godin (maire du palais)
Pour les articles homonymes, voir Godin.
Godin fut maire du Palais de la Bourgogne de 626 à sa mort en 627.
Il est le fils de Warnachaire II, un maire de palais lui-même fils de Warnachaire Ier, également maire de palais.
Il épouse Ermangarde. De cette union sont issus trois enfants Garnier IV, Eringarde et Godin II.
A la mort de son père, en 626, il épousa la femme de celui-ci et se proclama à son tour maire de palais contre la volonté du roi Clothaire II.
Clothaire II le renversa et il se réfugia en Austrasie à la cour de celui qui deviendra Dagobert Ier.
Cependant Clothaire II parvint tout de même à le faire assassiner en 627.